# 이동진 (1931년)
이동진(1931년 10월 9일~1997년 1월 15일)은 대한민국의 정치인이다. 제6·11·13대 국회의원을 지냈다.

## 역대 선거 결과
|  | 41.44% |

|  | 0% |

|  | 18.21% |

|  | 26.45% |

|  | 11.55% |

|  | 33.96% |

|  | 22.66% |